# Nationales Naturerbe

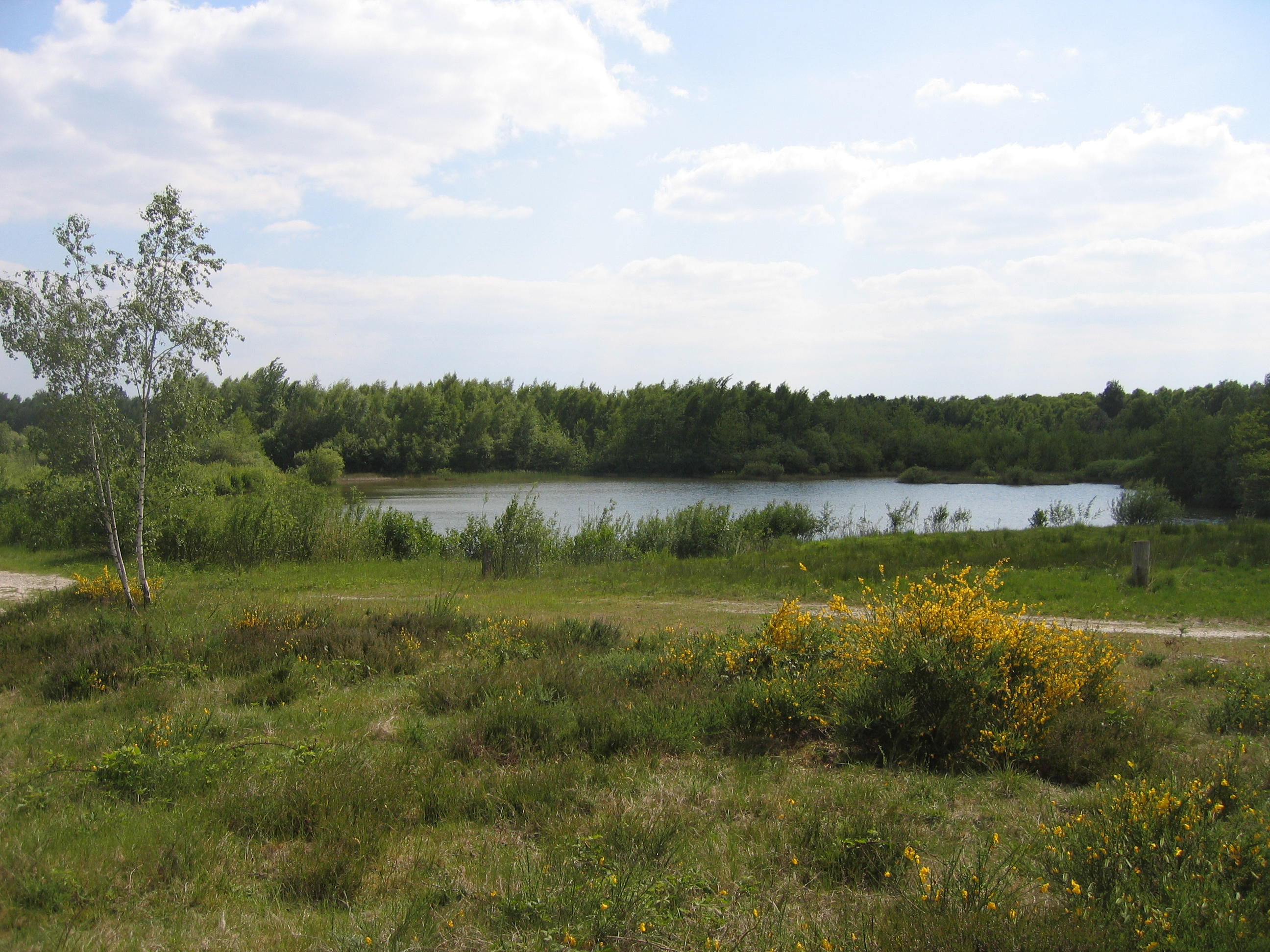
Naturerbe Wahner Heide bei Köln

Als Nationales Naturerbe werden Flächen in Deutschland bezeichnet, die seit dem Jahr 2000 als dauerhafte Naturschutzflächen gesichert werden. Dies geschieht durch Übertragungen von Land- und Wasserflächen aus dem Eigentum der Bundesrepublik Deutschland in die Trägerschaft der Bundesländer, der Deutschen Bundesstiftung Umwelt (DBU) oder von Naturschutzverbänden. Die Flächen – mit Stand 2015 insgesamt 156.000 Hektar weisen einen hohen Naturschutzwert auf, da sie zahlreiche seltene Tier- und Pflanzenarten beherbergen, großräumig sind und als Biotopverbund angesehen werden. Durch die Übertragung an gemeinnützige Naturschutzorganisationen werden die Schutzziele in den jeweiligen Gebieten gestärkt. Die Flächen des Nationalen Naturerbes sind Teil der von der Bundesregierung im Jahr 2007 beschlossenen nationalen Strategie zur biologischen Vielfalt. Die Entwicklung von Wildnisgebieten wird stellenweise angestrebt.

## Begriff
Der Begriff Nationales Naturerbe wurde offiziell im Jahr 1998 in der Koalitionsvereinbarung zwischen der Sozialdemokratischen Partei Deutschlands und BÜNDNIS 90/DIE GRÜNEN eingeführt und 2005 im Koalitionsvertrag zwischen CDU, CSU und SPD für ein Bündel für Maßnahmen zum Schutz der Natur in Deutschland weiter ausgeführt.
Dazu gehörte z. B. neben einer nationalen Naturschutzstrategie oder der Begrenzung des Flächenverbrauchs auch die Übertragung von Flächen des Bundes auf die Bundesländer, Stiftungen oder Naturschutzverbände. Beim Naturerbebegriff wird davon ausgegangen, dass Deutschland die nationale Verantwortung für die auf seinem Territorium lebenden Tiere, Pflanzen und Lebensräume übernimmt, um sie für die Weltgemeinschaft zu erhalten.

## Entwicklung und Ziele
Es gibt vier Schaffensphasen für das Nationale Naturerbe:
- Unter der rot-grünen Regierung wurde im Jahr 2000 festgelegt, 50.000 Hektar an die Bundesländer oder anerkannte Naturschutzverbände abzugeben.[6]
- Weiterhin einigte sich die Folgeregierung unter Kanzlerin Angela Merkel auf eine Flächenübertragung von 80.000 bis 125.000 Hektar.[7] Hier handelt es sich um 60.000 ha Militärflächen (bisher von der BImA verwaltet), 21.000 Hektar BVVG-Flächen, 9.000 Hektar des Grünen Bandes und 4.000 Hektar Bergbaufolgelandschaften.[8] Die Bundesregierung wird in den kommenden Jahren die Übertragung von noch ausstehenden 25.000 Hektar fortführen.[9]
- Am 14. Dezember 2011 wurde vom Haushaltsausschuss des Deutschen Bundestages die weitere Sicherung von 24.500 Hektar Bundesflächen für das Nationale Naturerbe beschlossen. Im Blickpunkt standen dabei Verhandlungen zu Flächen des ehemaligen Truppenübungsplatzes Wittstock in der Wittstock-Ruppiner Heide.[10]

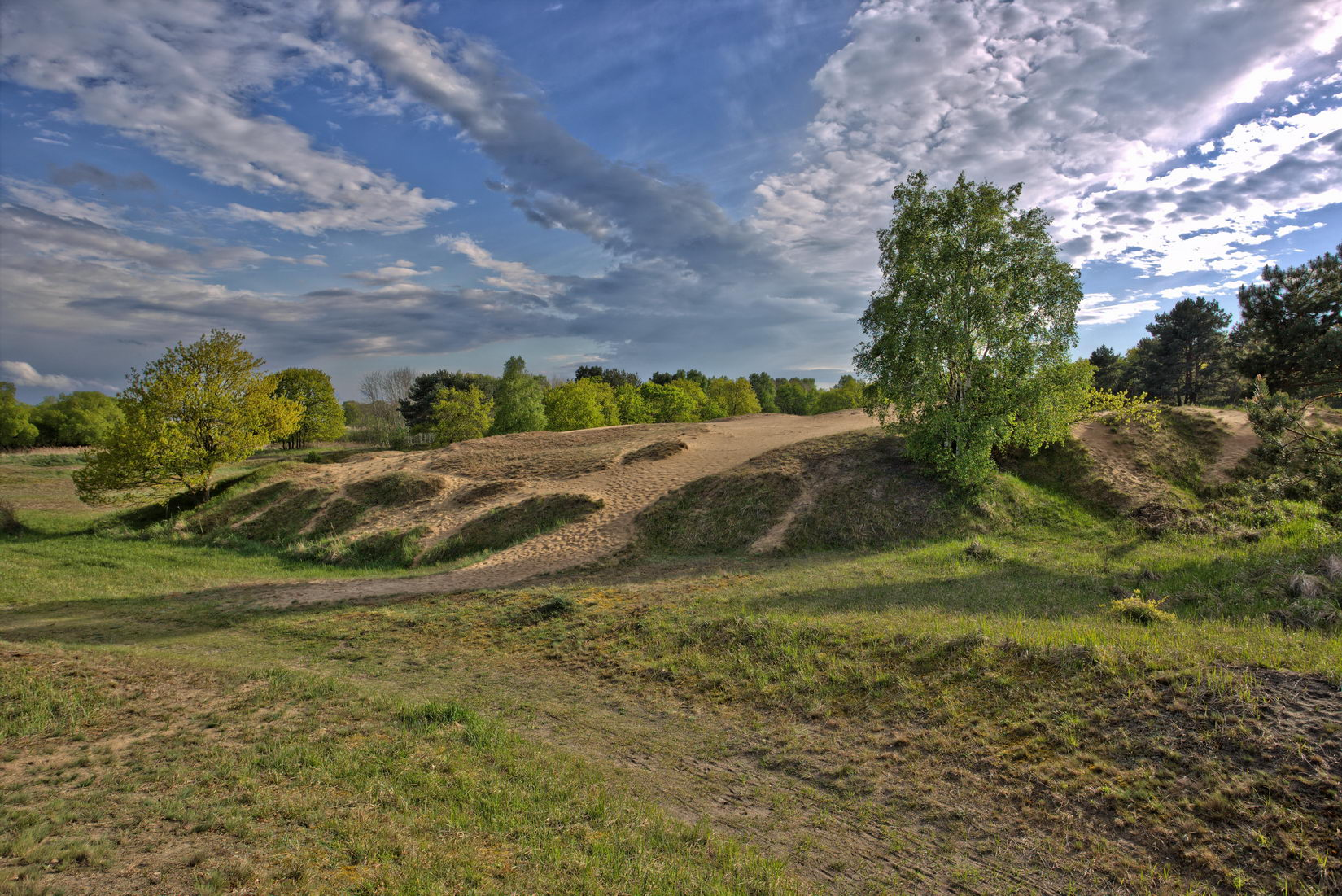
Naturerbe Altwarper Binnendünen am Stettiner Haff

- Am 17. Juni 2015 wurden auf Beschluss des Haushaltsausschusses des Deutschen Bundestages weitere 62 Gebiete mit einer Gesamtfläche von 31.000 Hektar dem Nationalen Naturerbe zugeschlagen. Bei den Liegenschaften handelt es sich um bundeseigene ehemalige Militärflächen. Dazu gehören beispielsweise Schwanewede bei Bremen, die Wersener Heide bei Osnabrück (Niedersachsen), die Lübtheener Heide in Mecklenburg-Vorpommern und der ehemalige Bundeswehrübungsplatz Storkow in Brandenburg. Mit den neuen Flächen beträgt die Gesamtfläche des Nationalen Naturerbes mit Stand 2015 156.000 Hektar.[11][12]

Die Übertragung der Flächen erfolgt unentgeltlich und ist in der Regel an naturschutzfachliche Bewirtschaftungsauflagen gebunden. Die rechtliche Grundlage für die Übertragung von BVVG-Flächen bildet das Ausgleichsleistungsgesetz (§ 3 Abs. 12 ff). In sogenannten Magdeburger Listen werden zunächst die Nutzbarkeit sowie Ansprüche von Alteigentümern geprüft. Die BImA-Flächen werden aufgrund einer Ermächtigung im Haushaltsplan unter den dort vorgesehenen Bedingungen übertragen.
In den Waldbereichen ist eine vollständige Einstellung der Nutzung geplant.
Die gemeinnützige DBU Naturerbe GmbH, eine Tochtergesellschaft der Deutschen Bundesstiftung Umwelt (DBU), wird 33 großräumige Liegenschaften – rund 46.000 Hektar in neun Bundesländern – langfristig für den Naturschutz sichern. Diese DBU-Naturerbeflächen, bei denen es sich überwiegend um ehemalige Militärübungsplätze handelt, werden der DBU Naturerbe GmbH dazu in den nächsten Jahren nach und nach übergeben. Dies wurde in einem Rahmenvertrag der Bundesregierung mit der Deutschen Bundesstiftung Umwelt am 13. Mai 2008 festgelegt.
Seit April 2009 ist die DBU Naturerbe GmbH bereits für die Naturschutzmaßnahmen vor Ort verantwortlich und führt diese in Zusammenarbeit mit den Mitarbeitern der Geschäftsbereichs Bundesforst der Bundesanstalt für Immobilienaufgaben aus. Ergänzend werden auch Arbeiten durch Freiwilligeneinsätze des Bergwaldprojekts durchgeführt. Die Hauptziele der DBU Naturerbe GmbH sind die Förderung und der Erhalt des heimischen Reichtums an Tier- und Pflanzenarten in unterschiedlichen Lebensräumen. Zudem möchte sie ein nachhaltiges Naturbewusstsein in der Bevölkerung fördern.

## Träger und Beispiele

### Bundesstiftung Umwelt
Die Bundesstiftung Umwelt hat bundesweit zahlreiche Projekte in der Umsetzungsphase.

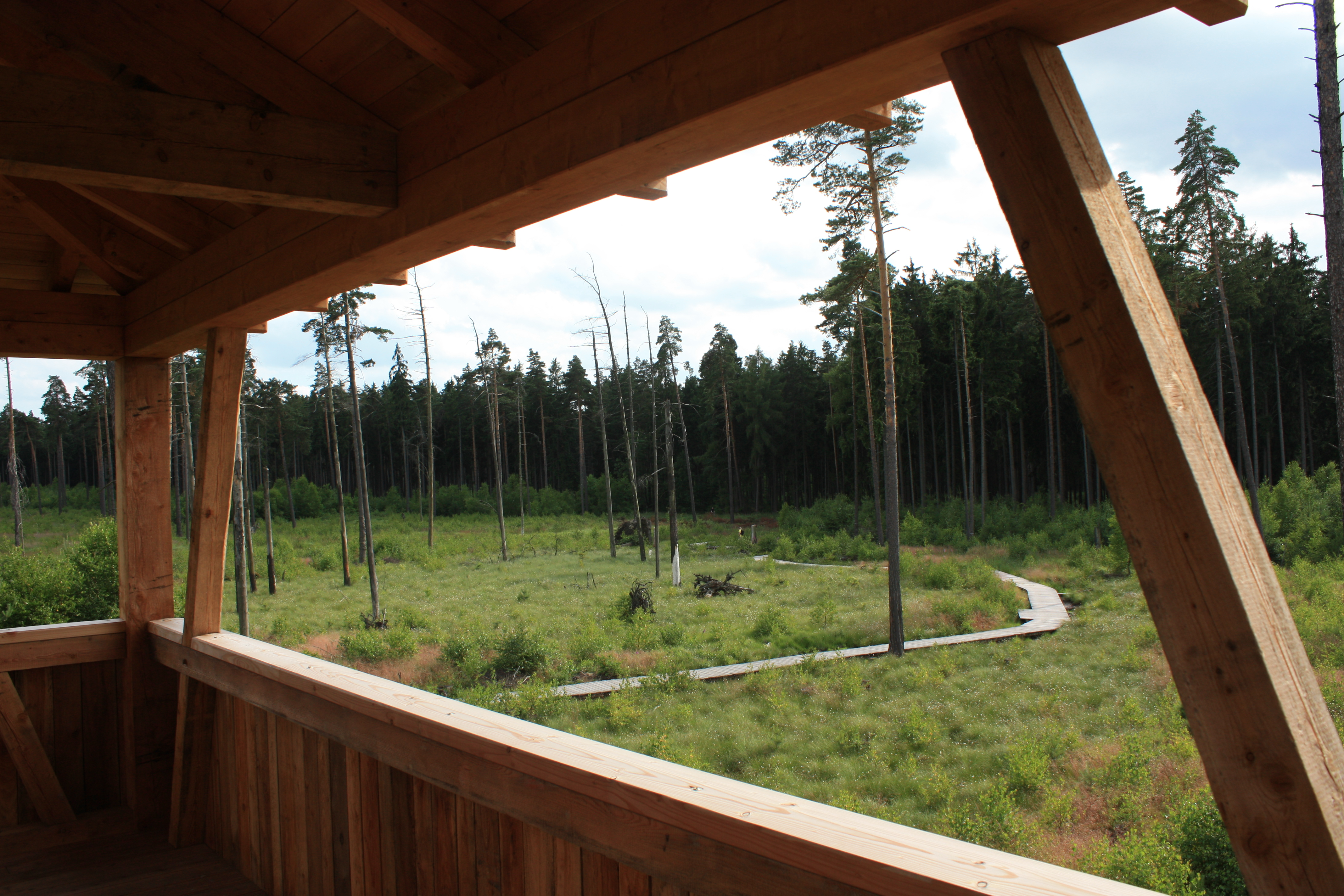
Naturerbe Pöllwitzer Wald in Thüringen, gleichfalls verwaltet von der DBU

- Im Osten der Insel Rügen, bei Prora, wurden im Februar 2009 Flächen mit einem Festakt der DBU übertragen.[19] Es handelt sich um ein Pilotprojekt.[20]
- Glücksburger Heide
- Königsforst und Wahner Heide (östlich von Köln)
- Rüthnicker Heide, Land Brandenburg
- Eching und Landshut
- Eggesiner Forst mit Altwarper Binnendünen und Ahlbecker Seegrund
- Altenwalde bei Cuxhaven
- Peenemünde (Insel Usedom)

### Andere Träger
- Übertragung von 330 ha Rantumer Dünen an den Landschaftszweckverband Sylt
- Deutsche Wildtier Stiftung: Die Deutsche Wildtier Stiftung hat im Rahmen des Nationalen Naturerbes seit 2007 für rund 3.640 Hektar an elf Standorten in Mecklenburg-Vorpommern die Verantwortung übernommen, so zum Beispiel für die 60 Hektar große Niedermoorfläche Steinhagen und ein 433 Hektar großes Waldgebiet auf der Insel Rügen.[21]
- NABU-Stiftung Nationales Naturerbe: Zwischen 2003 und 2017 übernahm die NABU-Stiftung insgesamt 11.010 Hektar Naturerbe-Flächen vom Bund,[22] z. B. den 660 Hektar großen Gülper See im Havelland oder 860 Hektar im Peenetal in Mecklenburg-Vorpommern.
- Naturstiftung David: die Naturerbefläche Rödel mit der Hochfläche Rödel bei Freiburg in Sachsen-Anhalt[23] und die Naturerbefläche Hohe Schrecke in und um den Höhenzug Hohe Schrecke in Thüringen[24]
- Nordrhein-Westfalen-Stiftung Naturschutz, Heimat- und Kulturpflege: Die NRW-Stiftung übernahm acht Gebiete in NRW darunter 250 ha im Naturschutzgebiet Standortübungsplatz bei Büecke, 293 ha im Naturschutzgebiet Heiden und Magerrasen bei Trupbach und 71 ha im Bürgewald Steinheide.[25]

## Sonstiges
In Mecklenburg-Vorpommern wurden seit Beginn der Flächenübertragungen im Jahre 2002 mehr als 10.000 ha Naturschutzflächen der BVVG an berechtigte Empfänger übertragen. Sie untergliedern sich in etwa 6.400 Hektar an das Land M-V, etwa 900 Hektar an die Landesstiftung Umwelt und Natur M-V und etwa 3.100 Hektar an weitere Naturschutzträger, wie etwa den Naturschutzbund im Bereich Griever Holz und Lieper Burg. Die Übertragung weiterer 9.000 Hektar BVVG-Flächen ist innerhalb der 2010er Jahre noch zu realisieren.

## Politik
Neben anderen Beiträgen forderte der Naturschutzbund Deutschland (NABU) zur Bundestagswahl 2013, dass das Bundesprogramm Biologische Vielfalt im Rahmen der nationalen Strategie zur biologischen Vielfalt finanziell gestärkt und bis zum Jahr 2016 auf ein Volumen von 100 Millionen Euro aufgestockt werden müsse. Eine der Kernforderungen für die Zielerreichung sei es hierbei auch, weitere mindestens 30.000 Hektar im Bundesbesitz eigentumsrechtlich dauerhaft als Nationales Naturerbe zu sichern.